# KAFD世贸中心
KAFD世贸中心，全名为阿卜杜拉国王金融区世界贸易中心，是沙特阿拉伯利雅得的一座摩天大樓，高304公尺、67層樓，於2010年動工、2022年完工，為沙特阿拉伯第五高樓。